# Wilbarston
Wilbarston es un pueblo y una parroquia civil del distrito de Kettering, en el condado de Northamptonshire (Inglaterra).

## Demografía
Según el censo de 2001, Wilbarston tenía 767 habitantes (385 varones y 382 mujeres). 154 (20,08%) de ellos eran menores de 16 años, 558 (72,75%) tenían entre 16 y 74, y 55 (7,17%) eran mayores de 74. La media de edad era de 40,17 años. De los 613 habitantes de 16 o más años, 126 (20,55%) estaban solteros, 406 (66,23%) casados, y 81 (13,21%) divorciados o viudos. 375 habitantes eran económicamente activos, 368 de ellos (98,13%) empleados y otros 3 (1,87%) desempleados. Había 13 hogares sin ocupar, 298 con residentes y 3 eran alojamientos vacacionales o segundas residencias.
| 755                         | 599 | 697 | 681 | 684 | 754 | - | - | 598 | 516 | 448 | 463 | 468 | 480 | - | 497 | 461 |
| (Fuente: Vision of Britain) |     |     |     |     |     |   |   |     |     |     |     |     |     |   |     |     |